# Altstadt von Dschidda, der Pforte nach Mekka
Die Altstadt von Dschidda, der Pforte nach Mekka ist seit 2014 als UNESCO-Welterbe in Saudi-Arabien eingetragen.
Das historische Dschidda ist eine Hafenstadt am Roten Meer. Sie war das Ziel von Schiffen, die Waren für Mekka über den Indischen Ozean transportierten, zugleich auch Durchgangsstation für alle Mekkapilger, die mit dem Schiff reisten. Dschidda kam dadurch zu Wohlstand und entwickelte eine eigene architektonische Tradition, in der sich die Bautechniken der Küstenorte des Roten Meeres mit Handwerkstechniken verbanden, die entlang der Handelsrouten entwickelt worden waren.
Durch die Pilgerströme der Haddsch war die Einwohnerschaft von Dschidda multikulturell;  Muslime aus Asien, Afrika und dem Mittleren Osten hatten sich hier niedergelassen.

## Beschreibung

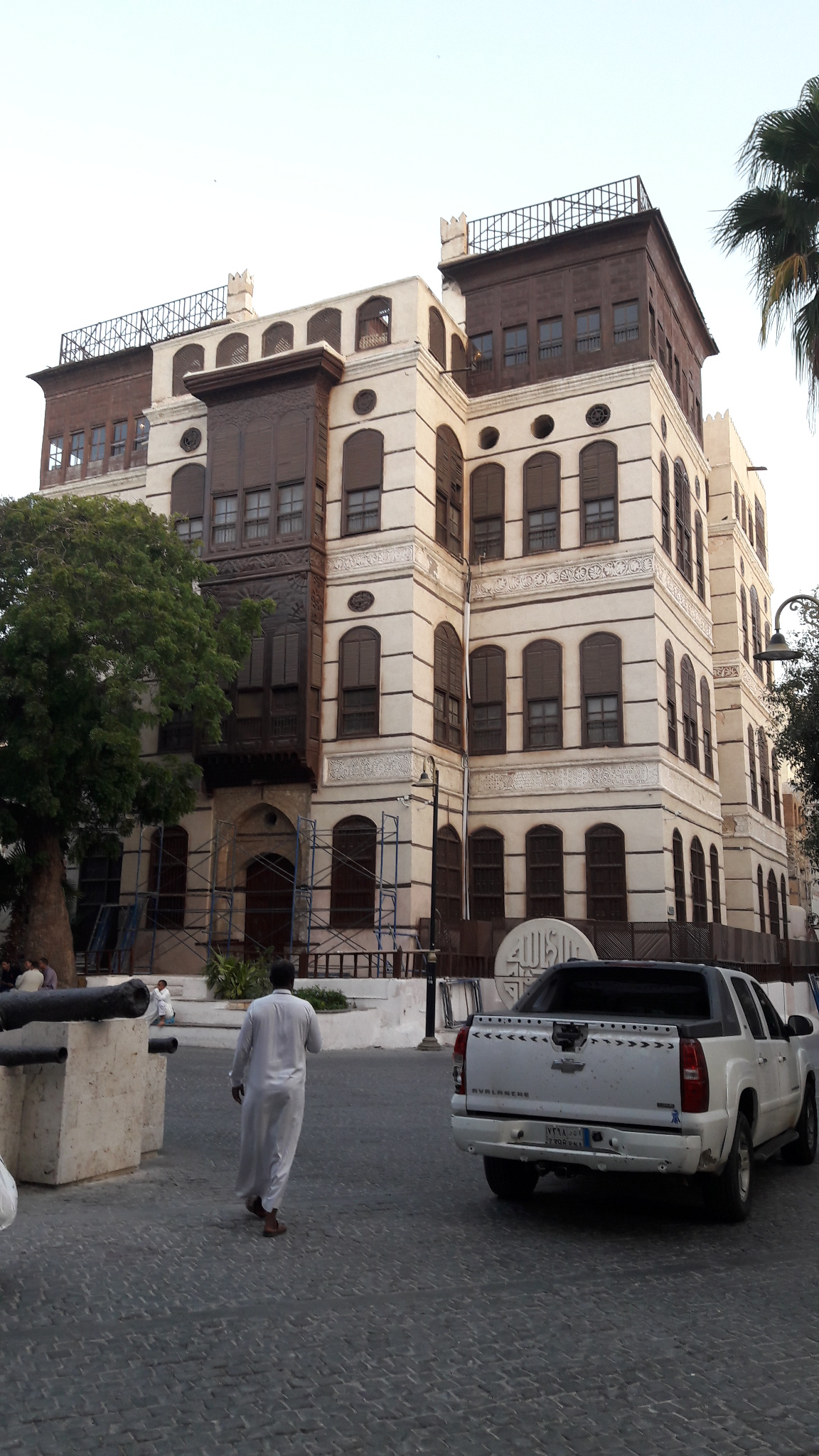
Naseef-Haus, 2019

Das Baumaterial der Altbauten ist Korallenschutt und Lehmmörtel, verstärkt durch waagerecht eingezogene Balken, oft aus Holz. Die Fassaden sind mit Lehm verputzt und oft durch Sgraffito verziert.
Generell ist die auf die Pilgerströme zugeschnittene Infrastruktur von Dschidda besser erhalten als jene, die traditionell dem Warenverkehr diente. Der Stadtplan und das Straßennetz gehen zwar bis ins 16. Jahrhundert zurück, aber Baudenkmäler gibt es aus dieser Zeit nur wenige. Die Altstadt ist geprägt durch die Baumaßnahmen, die in der Blütezeit des 18. Jahrhunderts, vor allem aber im späten 19. Jahrhundert durchgeführt wurden.
Zählte man in den 1970er Jahren noch rund 1000 Baudenkmäler in der Altstadt von Dschidda, so waren infolge der Modernisierung im Jahr 2010 nur noch 350 davon vorhanden (280 im als Weltkulturerbe ausgewiesenen Gebiet).

### Wohnhäuser
Typisch für die Architektur von Dschidda sind turmartige Wohnhäuser mit großen hölzernen Roshan. Die Roshan sind Fenstererker, die einerseits dem Schutz der Privatsphäre, andererseits in Zusammenhang mit den Windtürmen der Luftzirkulation dienten. Es wurden bis zu sieben Stockwerke in die Höhe gebaut, weil der Bauplatz in der Altstadt knapp war. Hier wohnten die Familien reicher Händler im späten 19. Jahrhundert. Diese turmartigen Häuser sind umgeben von relativ niedrigen Wohnhäusern, Moscheen, Ribats, Souks und kleinen Plätzen, die gemeinsam einen lebendigen urbanen Raum bilden.
Die großzügig geschnittenen Stadtwohnungen der reichen Kaufleute werden heute nur noch in seltenen Fällen von Angehörigen der Oberschicht bewohnt. Meist hat man die Häuser nachträglich unterteilt, um sie an mehrere Parteien zu vermieten. Die meisten Altstadthäuser sind in Privatbesitz und werden an arme Immigranten vermietet.

### Pilgerquartiere
Während die ärmeren Pilger einst dort schliefen, wo sie gerade einen Platz fanden, gab es für wohlhabendere Mekkapilger Privatquartiere, vor allem aber große Pilgerherbergen (wikala). Bei der Nominierung zum UNESCO-Welterbe wurden diese Herbergen zwar als ein wichtiges städtebauliches Element hervorgehoben, aber, wie ICOMOS kritisch vermerkte, keine einzige Herberge war genauer lokalisiert worden, so dass ungewiss ist, wie viele dieser einst für Dschidda typischen Gebäude noch vorhanden sind.
Eine weitere Unterbringungsmöglichkeit für Pilger war die in einem Ribat. Von den elf Ribats, die es in Dschidda noch gibt, sind die meisten geschlossen; drei befinden sich im Welterbe-Gebiet und eines dieser drei Gebäude wird noch in vergleichbarer Weise genutzt, nämlich als ein Heim für arme Witwen. Restaurierungsarbeiten sind zur Erhaltung dieses Gebäudetyps vorgesehen.

### Moscheen
Die Große Moschee wurde in den 1990er Jahren abgerissen und durch einen Neubau ersetzt. Neun historische Moscheen befinden sich in dem als Welterbe ausgewiesenen Teil der Altstadt. Zwei davon sind architektonisch bedeutend:
- Masdschid asch-Schāfiʿī (erbaut im 13. Jahrhundert, jetziger Zustand aber weitgehend durch einen Umbau (1539) im indischen Mogul-Stil bestimmt).
- Masdschid al-Miʿmār.

Über die anderen sieben Moscheen wurden bei der Nominierung keine Informationen bereitgestellt.

## Welterbe-Kriterien

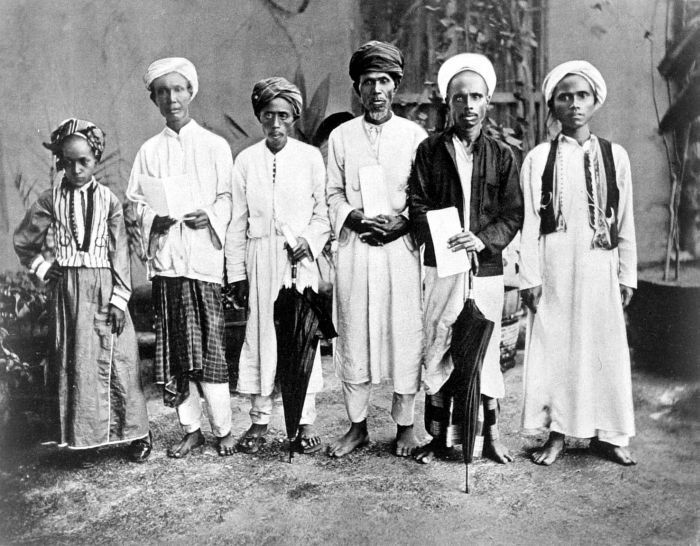
Pilger von den Molukken im niederländischen Konsulat zu Dschidda (um 1880)

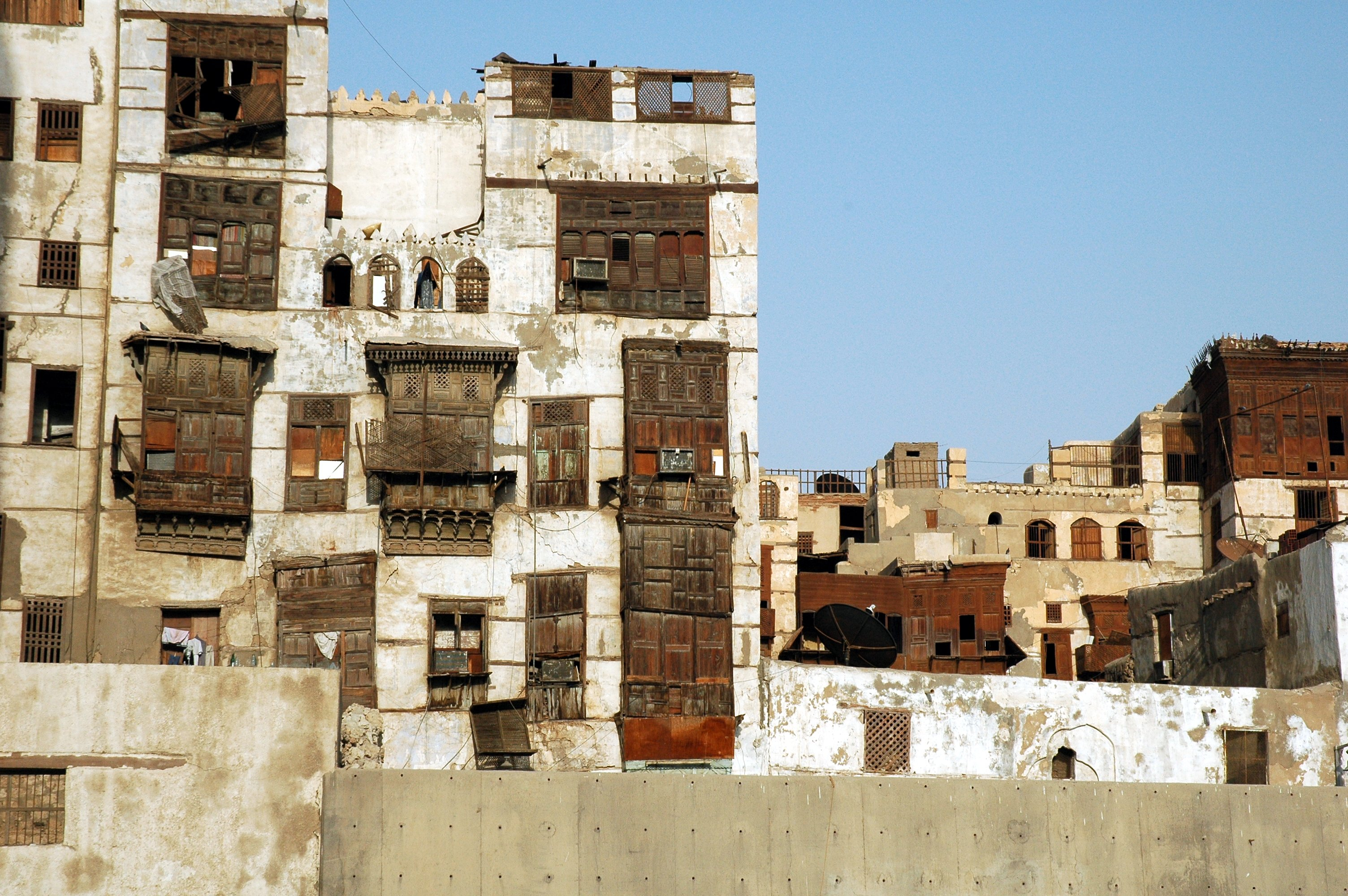
Häuserzeile

### Kriterium II
Die Architektur von Dschidda ist ein Zeugnis für den kulturellen Austausch, der mit Anrainern des Roten Meeres und des Indischen Ozeans zwischen dem 16. und dem frühen 20. Jahrhundert stattfand. Er betraf Handwerkstechniken und Baumaterialien. Für die besonderen Erfordernisse eines sehr heißen und trockenen Klimas wurden innovative und ästhetische Bauformen entwickelt.

### Kriterium IV
Die für Dschidda typischen Roshan-Turmhäuser lassen sich direkt mit der Eröffnung des Suezkanals (1869) in Verbindung bringen. Von diesem neu eröffneten Seehandelsweg profitierten die Kaufleute in Dschidda besonders. Die reichen Gewinne aus dem Handel waren im späten 19. Jahrhundert der Anlass für den Bau der repräsentativen Wohnhäuser. Der neue Baustil wurde übernommen in den Städten Medina, Mekka und Taif, ist dort aber im Zuge der Modernisierung völlig verschwunden und nur in Dschidda erhalten geblieben.

### Kriterium VI
Dschidda ist eng mit der Wallfahrt nach Mekka verbunden. Über Jahrhunderte war die Beherbergung der per Schiff eintreffenden Pilger eine wichtige Aufgabe. Die Pilger brachten Waren aus ihrer Heimat mit, die auf dem Markt von Dschidda gehandelt wurden.

## Integrität und Authentizität

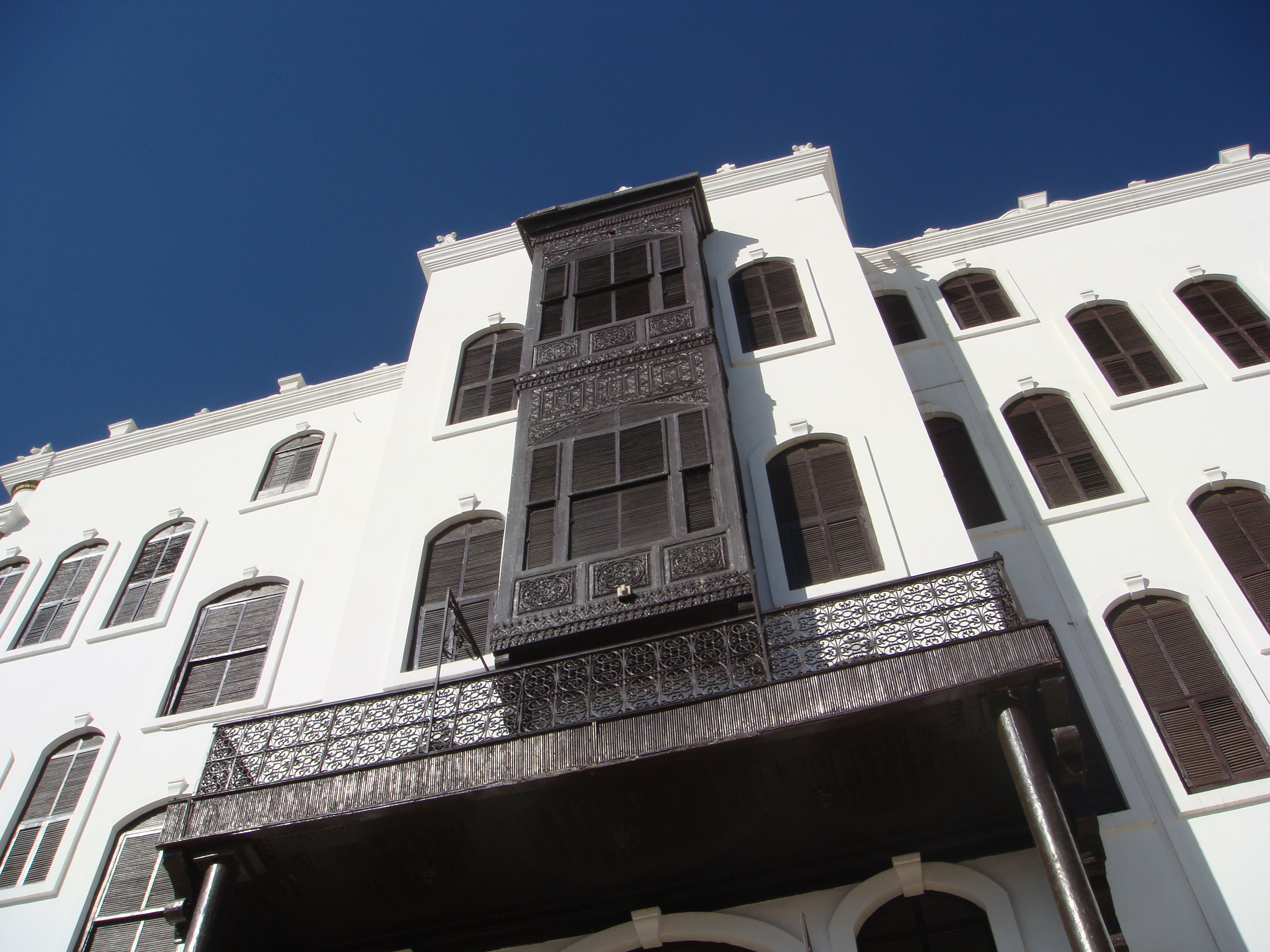
Königsbau in der Altstadt

Das Welterbe umfasst etwa ein Drittel der durch die Stadtmauern eingefassten Altstadt. Außer den Roshan-Turmhäusern sind verschiedene Bauformen vertreten, die als Pilgerunterkünfte, Warenhäuser usw. dienten. Es gibt Beispiele für traditionellen Fassadenschmuck und spezielle dem Klima angepasste Bautechniken. ICOMOS sah die Integrität des Welterbes als gefährdet an, denn durch den rasanten Transformations- und Modernisierungsprozess hatte Dschidda bereits viel von seiner historischen Bausubstanz verloren. Brandstiftung war beispielsweise eine Methode, um ein historisches Gebäude zu entfernen und den Bauplatz für einen lukrativen Neubau nutzen zu können.
Das historische Dschidda ist nach Meinung der Regierung Saudi-Arabiens als Antragstellerin insofern authentisch, als es immer noch eine lebendige Altstadt und ein blühendes Handelszentrum ist. Viele der Altbauten seien in gutem Zustand, und die Renovierungen hätten die Substanz der Gebäude nicht verändert. ICOMOS sah allerdings in der heutigen Altstadt keine Kontinuität mit den früheren Funktionen als Pilgerstation und Handelsplatz. Die Stadt sei nur noch ein Schatten ihrer einstigen Größe, und viele Altbauten seien von Mietern bewohnt, die nichts für den Erhalt der Bausubstanz täten. Eine gelungene Renovierung der Gebäude und Revitalisierung der Altstadt könne die Authentizität künftig wiederherstellen.

## Schutz und Management der Welterbestätte
Ein königliches Dekret vom November 2014 stellte das historische Dschidda unter Schutz. Das Management des Welterbes obliegt der Stadtverwaltung und wird von einem Wohlfahrtssystem ergänzt, das den Bedürfnissen der Bevölkerung dient. Langfristig sollen mit Hilfe eines Managementplans auch die Gebäude aufgewertet werden, die leer stehen, bzw. von armen Zuwanderern bezogen worden sind. Auch die Immobilienspekulation soll stärker kontrolliert werden.

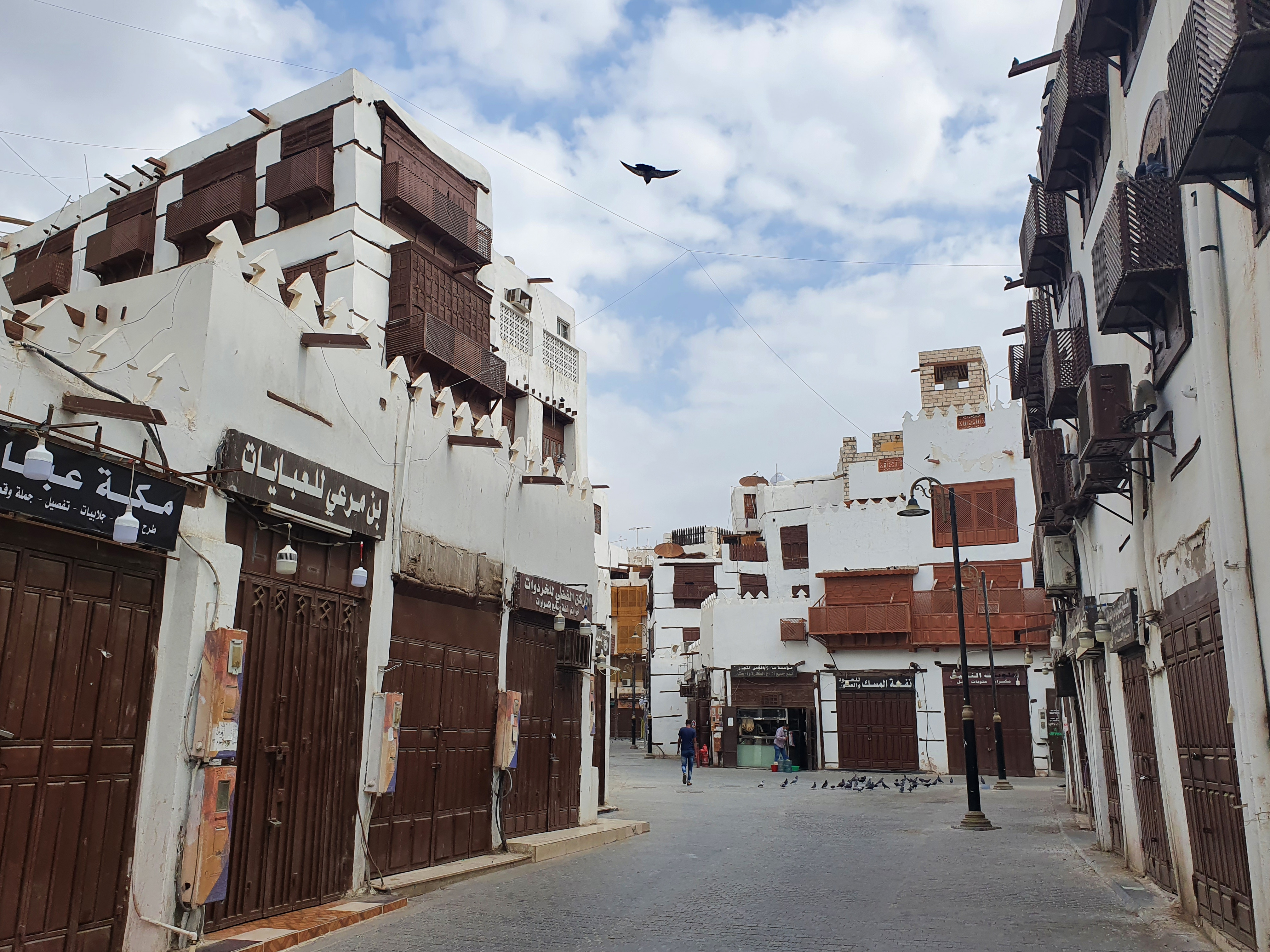
Marktstraße, 2020
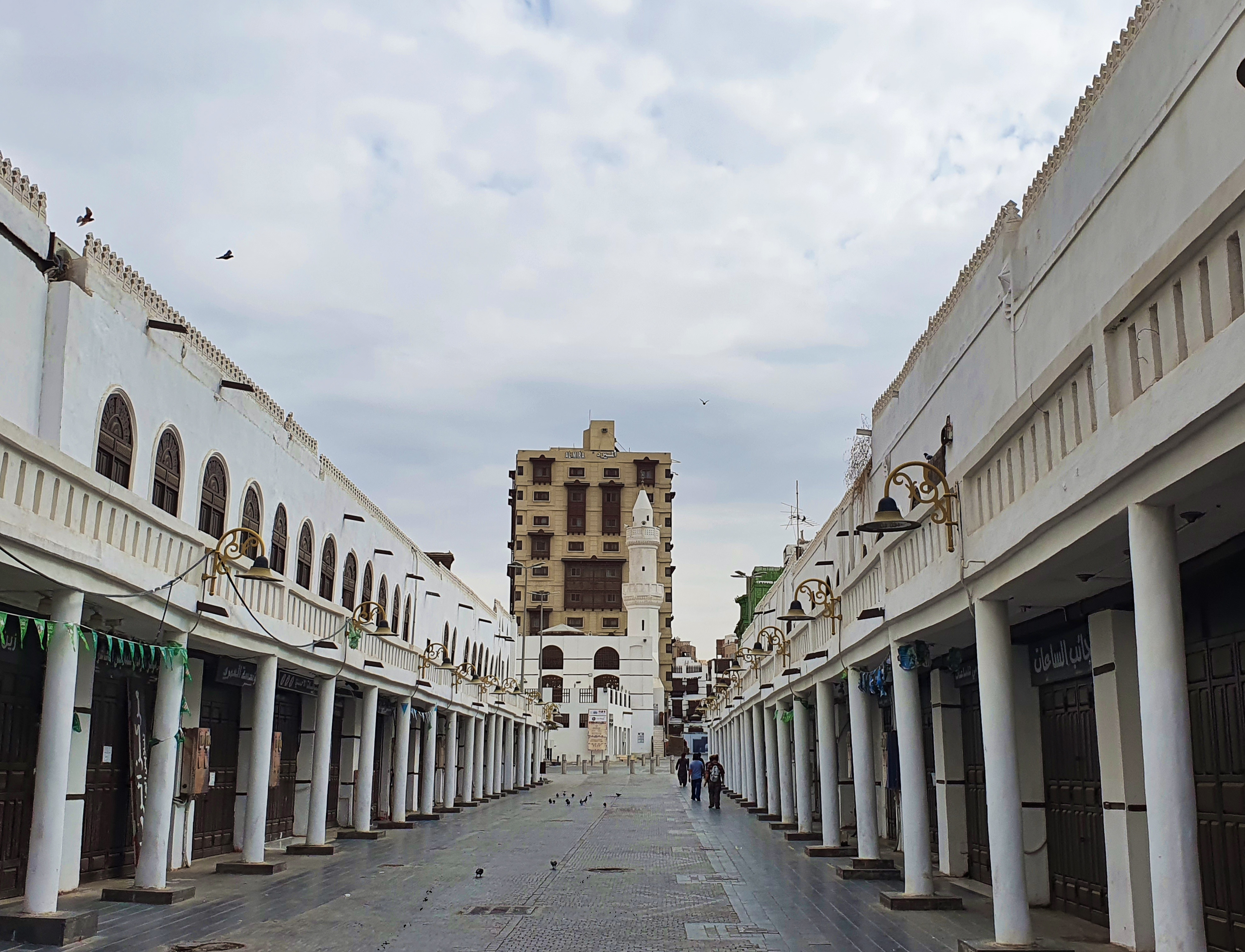
Marktstraße mit Moschee und Turmhaus, 2020.
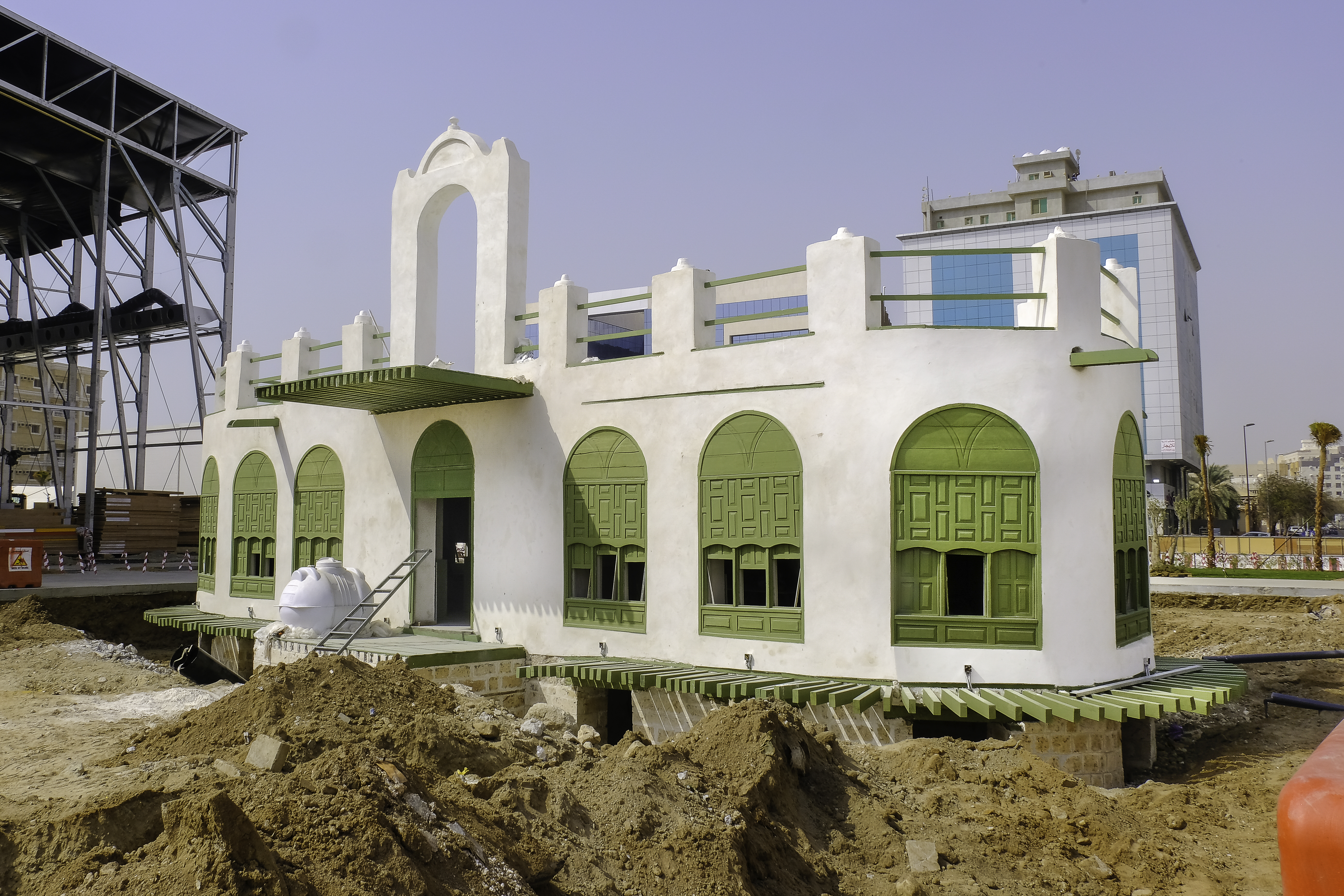
Bait Amir Al Bahr (Haus des Prinzen der See) während der Rekonstruktion, 2020